# Тенор
Тенор (лат. tenere — држати) је највиши мушки глас у модалном регистру, тј. вокални регистар најчешће коришћен у певању и говорењу. Налази се изнад баритона.
Типични тенор глас има распон од Ц-а једну октаву испод средњег Ц-а (261,6 Hz) до Ц-а једну октаву изнад средњег Ц-а (523,2 Hz). У хорској музици, тенор је други најнижи глас, изнад баса и испод алта и сопрана. С обзиром да је прави тенорски глас редак, понекад виши баритони или ниже алте певају тенорску улогу.

## У опери
Има више врста тенора. У класичној музици, тенорски глас одређен је по вокалном распону, вокалној боји, вокалној тежини, теситури, тј. распону где је глас најприроднији и најлакше га је произвести, вокалној резонанци, и местима измене у гласу (passaggio). Наведене гласовне особине употребљавају се у оцењивању врсте сваког вокалног распона, не само тенора.

## Врсте тенора
- Лирски
- Драмски
- Колоратурни
- Спинто
- Контра
- Баритонални

## Најпознатије тенорске улоге
- Отело „ Отело
- Војвода од Мантове „ Риголето
- Канио „ Пајаци
- Лорис „ Федора
- Габриел (оперета) „ Слепи миш